# دیلمقان
دیلمقان نام شهری در محل فعلی شهر سلماس واقع در استان آذربایجان غربی بوده است که در زلزله‌ای به سال ۱۳۰۹ ویران شد.
شهر فعلی سلماس در کنار آن بنا شد.
درباره نام دیلمقان گفته شده که معربواژه ای است که معنای آن جایگاه عقاب است و همچنین گفته شده است که ریشه آن دیلم + گان یا جایگاه دیلمیان می‌باشد. این نام از دیلم + گان تشکیل شده است که همان جایگاه دیلمیان است.
در کتاب تاریخ عکاسی و عکاسان پیشگام ایران نوشته یحیی ذکاء عکسی از این شهر در زمان آبادی چاپ شده است.